# Antonio Maria De Luca
Antonio Maria De Luca, C.SS.R. (* 1. července 1956 Torre del Greco) je italský římskokatolický duchovní, redemptorista a biskup Teggiano-Policastro.

## Život
Narodil se 1. července 1956 v Torre del Greco.
Po střední škole vstoupil do noviciátu Kongregace Nejsvětějšího Vykupitele. Teologické vzdělávání získal na Papežské teologické fakultě Jižní Itálie, kde později získal licenciát z morální teologie. Dne 5. července 1981 byl vysvěcen na kněze. Stal se ředitelem misijní školy kongregace. V letech 1983–1999 působil ve farnosti SS. Crocifisso v Torre del Greco.
Roku 1990 byl jmenován prefektem studentů teologie a filosofie v Colle Sant’Alfonso. Byl profesorem morální teologie a roku 1999 byl zvolen představeným provincie Kampánie. Po roce 2000 sloužil jako děkan XII. děkanátu Neapole. Před biskupským jmenováním působil jako biskupský pro-vikář pro zasvěcený život. Dne 26. listopadu 2011 jej papež Benedikt XVI. jmenoval biskupem Teggiano-Policastro. Biskupské svěcení přijal 7. ledna 2012 z rukou kardinála Crescenzia Sepe a spolusvětiteli byli arcibiskup Joseph William Tobin a biskup Angelo Spinillo.